# Przewodniczący Prezydiów Wojewódzkich Rad Narodowych w PRL
Przewodniczący Prezydiów Wojewódzkich Rad Narodowych w PRL (1950–1973) – kolegialny organ wykonawczy zarządzający województwami w PRL.

## Prezydium
Prezydium (łac. praesidium):
- Wieloosobowy organ kierowniczy lub wykonawczy instytucji kolegialnej (Prezydium Sejmu, Prezydium Rady Narodowej), wybierany z grona posłów lub członków rady narodowej.
- Wieloosobowy organ powołany do przewodniczenia i kierowania obradami nadzwyczajnego gremium (Prezydium Zjazdu i Prezydium Kongresu).
- Prezydium Rady Narodowej w PRL, do 1973 roku organ wykonawczy i zarządzający radą narodową, a w latach 1973-1990 organ kierowniczy, organizujący jej pracę i reprezentujący ją na zewnątrz[1].

## Historia
Początki 1944–1950.
Rady Narodowe powstały na mocy „Ustawy z dnia 11 września 1944 r. o organizacji i zakresie działania rad narodowych”, które ze swego grona wybierały Prezydium. Narodowe rady gminne oraz miejskie, delegowały z grona prezydium po jednym przedstawicielu do  rady powiatowej, a rady powiatowe delegowały z grona swego prezydium po dwóch przedstawicieli do wojewódzkiej rady narodowej. Ze składu wojewódzkich rad narodowych oraz rad narodowych miast Warszawy i Łodzi i było delegowanych po 5 przedstawicieli do Krajowej Rady Narodowej.
Następnie na mocy „Ustawy z dnia 3 stycznia 1946 r. o zmianie ustawy z dnia 11 września 1944 r. o organizacji i zakresie działania rad narodowych”, rady narodowe były zobowiązane powoływać stałe komisje: finansowo-budżetową, oświaty i kontroli, a w razie potrzeby inne komisje.
Prezydia Rad Narodowych.
Od 1950 roku na mocy „Ustawy z dnia 20 marca 1950 r. o terenowych organach jednolitej władzy państwowej”, zostały zniesione stanowiska: wojewody, wicewojewody, starosty, wicestarosty, prezydenta i wiceprezydenta miasta, burmistrza, wiceburmistrza, wójta i podwójciego. Zniesione zostały także: urzędy wojewódzkie i starostwa, wydziały wojewódzkie i powiatowe oraz zarządy miejskie i gminne. Rady narodowe wybierały przewodniczącego prezydium, zastępców, sekretarza i członków.
Prezydia Rad Narodowych sprawowały na podległym terenie funkcje wykonawcze władzy państwowej:
1. Wykonywały uchwały rady oraz zarządzenia i polecenia zwierzchnich rad wyższego szczebla.
2. Realizowały kierownictwo działalności gospodarczej, społecznej i kulturalną.
3. Kierowały działalnością przedsiębiorstw, zakładów i instytucji podległych radzie narodowej.
4. Przygotowywały i zwoływały sesje rady oraz układały projekt porządku jej obrad.
5. Współdziałały z komisjami rady i przedkładały im określone sprawy do rozpatrzenia.
6. Opracowywały projekt terenowego budżetu i planu gospodarczego.
7. Ustalały wytyczne dla pracy wydziałów prezydium.
8. Rozpatrywały sprawozdania przewodniczącego i członków prezydium.
9. Rozpatrywały sprawozdania urzędów, przedsiębiorstw, zakładów i instytucji.
10. Składały sprawozdania ze swojej działalności na posiedzeniach rady i wobec prezydium wyższego szczebla.

Wojewodowie.
Od 1973 roku na mocy „Ustawy z dnia 22 listopada 1973 r. o zmianie ustawy o radach narodowych”, prezydia rad narodowych spełniały tylko funkcje reprezentowania rady na zewnątrz i organizowały jej prace oraz przywrócono stanowiska wojewodów.

## Przewodniczący Prezydiów Wojewódzkich Rad Narodowych (1950–1973)

### Województwo Białostockie
Przewodniczący Prezydium WRN
- 14.04.1950–13.04.1952 Julian Horodecki
- 22.04.1952–15.12.1954 Mieczysław Moczar
- 15.04.1954–01.12.1956 Józef Szczęśniak
- 01.12.1956–07.02.1958 Stanisław Juchnicki
- 07.12.1958–21.11.1962 Jerzy Popko
- 21.11.1962–04.03.1972 Stefan Żmijko
- 04.03.1972–12.12.1973 Zygmunt Sprycha

### Województwo Bydgoskie
Przewodniczący Prezydium WRN
- 24.05.1950–02.12.1952 Józef Rakoczy
- 10.01.1953–09.02.1954 Bolesław Lipert
- 09.02.1954–11.02.1958 Jerzy Domiński
- 11.02.1958–15.11.1971 Aleksander Schmidt
- 15.11.1971–30.11.1973 Tadeusz Skwirzyński

### Województwo Gdańskie
Przewodniczący Prezydium WRN
- 28.08.1946–25.05.1950 Antoni Duda-Dziewierz[7]
- 25.05.1950–28.03.1952 Mieczysław Wągrowski
- 23.04.1952–04.03.1954 Bolesław Geraga
- 04.03.1954–26.11.1956 Walenty Szeliga
- 26.11.1956–16.11.1960 Józef Wołek
- 16.11.1960–09.06.1969 Piotr Stolarek
- 09.06.1969–20.01.1972 Tadeusz Bejm
- 20.01.1972–09.12.1973 Henryk Śliwowski

### Województwo Katowickie
Przewodniczący Prezydium WRN 
- 24.05.1950–28.05.1952 Bolesław Jaszczuk
- 28.05.1952–27.02.1954 Józef Koszutski
- 15.12.1954–17.04.1964 Ryszard Nieszporek
- 17.04.1964–09.12.1973 Jerzy Ziętek

### Województwo Kieleckie
Przewodniczący Prezydium WRN
- 26.05.1950–07.05.1951 Jan Bąk
- 07.05.1951–12.12.1952 Ignacy Klimaszewski
- 12.12.1952–29.08.1954 Stefan Dybowski
- 29.08.1954–11.08.1956 Tadeusz Żabiński
- 26.10.1956–15.02.1958 Stanisław Bąk-Dzierżyński
- 15.02.1958–19.03.1965 Czesław Domagała
- 19.03.1965–26.04.1968 Antoni Mierzwiński
- 26.04.1968–09.12.1973 Aleksander Zarajczyk

### Województwo Koszalińskie
Przewodniczący Prezydium WRN
- 11.07.1950–24.05.1951 Henryk Kołodziejczyk
- 25.05.1951–26.07.1953 Jan Musiał
- 27.07.1953–21.04.1955 Józef Szczęśniak
- 22.04.1955–14.03.1956 Franciszek Grochalski
- 15.03.1956–11.12.1957 Jan Kawiak
- 12.11.1957–26.07.1966 Zdzisław Tomal
- 26.07.1966–19.09.1968 Tadeusz Makowski
- 20.09.1968–24.11.1972 Wacław Gelger
- 25.11.1972–24.11.1973 Stanisław Mach

### Województwo Krakowskie
Przewodniczący Prezydium WRN 
- 25.05.1950–31.01.1951 Kazimierz Pasenkiewicz
- 01.02.1950–14.03.1951 Stanisław Ochab
- 14.03.1951–19.08.1952 Tadeusz Pająk
- 19.08.1952–31.05.1954 Ryszard Dobieszak
- 31.05.1954–29.01.1972 Józef Nagórzański
- 29.01.1972–09.12.1973 Wit Drapich

### Województwo Lubelskie
Przewodniczący Prezydium WRN
- 12.02.1950–17.02.1952 Paweł Dąbek
- 17.02.1952–06.02.1953 Zenon Kryński
- 06.02.1953–15.12.1954 Kazimierz Głębski
- 15.12.1954–15.05.1956 Włodzimierz Migoń
- 15.05.1956–08.11.1956 Jerzy Popko
- 08.11.1956–14.06.1969 Paweł Dąbek (po raz drugi)
- 14.11.1969–31.05.1975 Ryszard Wójcik

### Województwo Łódzkie
Przewodniczący Prezydium WRN
- 01.06.1950–30.04.1952 Franciszek Grochalski
- 01.05.1952–30.09.1957 Julian Horodecki
- 01.10.1957–29.10.1959 Piotr Szymanek
- 29.10.1959–31.10.1967 Franciszek Grochalski (po raz drugi)
- 28.12.1967–05.10.1971 Czesław Sadowski
- 05.10.1971–17.12.1973 Roman Malinowski

### Województwo Olsztyńskie
Przewodniczący Prezydium WRN
- 24.05.1950–15.04.1952 Mieczysław Moczar
- 15.04.1952–31.10.1956 Juliusz Malewski
- 31.10.1956–17.12.1959 Zbigniew Januszko
- 17.12.1959–26.04.1972 Marian Gotowiec
- 26.04.1972–09.12.1973 Sergiusz Rubczewski

### Województwo Opolskie
Przewodniczący Prezydium WRN.
- 06.07.1950–30.06.1953 Szczepan Jurzak
- 01.07.1953–22.11.1956 Jan Mrocheń
- 23.11.1956–05.07.1957 Ryszard Hajduk
- 06.07.1957–17.08.1971 Józef Buziński
- 18.08.1971–01.06.1973 Zdzisław Piętka
- 01.06.1973–09.12.1973 Józef Masny

### Województwo Poznańskie
Przewodniczący Prezydium WRN
- 26.05.1950–29.05.1953 Włodzimierz Migoń
- 29.05.1953–09.11.1956 Józef Pieprzyk
- 09.11.1956–29.12.1972 Franciszek Szczerbal
- 29.12.1972–09.12.1973 Tadeusz Grabski

### Województwo Rzeszowskie
Przewodniczący Prezydium WRN
- 26.05.1950–26.04.1952 Bolesław Geraga
- 26.04.1952–10.02.1958 Wacław Rózga
- 10.02.1958–22.04.1961 Franciszek Jagusztyn
- 22.04.1961–30.03.1965 Michał Ostrowski
- 30.03.1965–22.04.1969 Edward Duda
- 22.04.1969–13.12.1973 Franciszek Dąbal

### Województwo Szczecińskie
Przewodniczący Prezydium WRN
- 01.06.1950–12.07.1951 Tadeusz Żabiński
- 12.07.1951–04.12.1952 Franciszek Nowak
- 04.12.1952–09.04.1957 Stanisław Gałka
- 09.12.1957–19.02.1962 Włodzimierz Migoń
- 19.02.1962–03.08.1971 Marian Łempicki
- 03.08.1971–15.03.1973 Stanisław Rychlik
- 16.03.1973–17.12.1973 Jerzy Kuczyński

### Województwo Warszawskie
Przewodniczący Prezydium WRN
- 25.05.1950–29.12.1952 Mieczysław Lipert
- 29.12.1952–20.12.1954 Grzegorz Wojciechowski
- 20.12.1954–11.11.1956 Mieczysław Moczar
- 11.12.1956–11.02.1958 Tadeusz Krupiński
- 11.02.1958–22.03.1965 Antoni Mierzwiński
- 22.03.1965–03.12.1971 Józef Pińkowski
- 03.12.1971–12.12.1973 Zbigniew Zieliński

### Województwo Wrocławskie
Przewodniczący Prezydium WRN
- 26.05.1950–23.11.1950 Józef Szłapczyński
- 24.11.1950–24.06.1953 Józef Szczęśniak
- 24.06.1953–05.12.1954 Szczepan Jurzak
- 14.12.1954–18.12.1956 Hilary Chełchowski
- 18.12.1956–07.07.1969 Bronisław Ostapczuk
- 07.07.1969–09.03.1972 Zdzisław Karski
- 09.03.1972–11.12.1973 Zbigniew Nadratowski

### Województwo Zielonogórskie
Przewodniczący Prezydium WRN
- 08.07.1950–29.03.1951 Jan Musiał
- 29.03.1951–26.04.1952 Czesław Studnicki
- 26.04.1952–15.12.1954 Franciszek Grochalski
- 15.12.1954–05.12.1956 Szczepan Jurzak
- 05.12.1956–09.12.1973 Jan Lembas